# Конгрес Республіки Перу
Конгрес Республіки Перу (ісп. Congreso de la República) — однопалатний орган законодавчої влади Республіки Перу.
Нинішній Конгрес Перу, який прийняв присягу після виборів 2020 року, був обраний після розпуску попереднього Конгресу президентом Мартіном Віскаррою, що спричинило конституційну кризу в Перу в 2019–2020 роках. Віскарра видав указ, який призначив позачергові вибори на 26 січня 2020 року. Представники відбудуть решту початкового законодавчого терміну, який має закінчитися в 2021 році.

## Функції
Стаття 102 Конституції Перу окреслила десять конкретних функцій Конгресу, які стосуються як його законодавчої влади, так і його ролі як регулятора інших гілок влади:
1. Приймати закони та законодавчі резолюції, а також тлумачити, вносити зміни чи скасовувати існуючі закони.
2. Забезпечити повагу до Конституції та законів; і робити все необхідне, щоб порушити відповідальність порушників.
3. Укладати договори відповідно до Конституції.
4. Передати бюджет та загальний рахунок.
5. Дозвіл на позики відповідно до Конституції.
6. Здійснити право на амністію.
7. Затвердити територіальне розмежування, запропоноване виконавчою владою.
8. Згодитися на вступ іноземних військ на територію, коли це жодним чином не впливає на національний суверенітет.
9. Уповноважити Президента Республіки залишити країну.
10. Виконувати будь-які інші обов'язки, передбачені Конституцією, та ті, що властиві законодавчій функції.

## Нинішній склад
|               | Популярна дія                             | 25 |
|               | Альянс за прогрес                         | 22 |
|               | Сільськогосподарський народний фронт Перу | 15 |
|               | Пупулярна сила                            | 15 |
|               | Союз для Перу                             | 13 |
|               | Подемос Перу                              | 11 |
|               | Ми - Перу                                 | 11 |
|               | Фіолетова партія                          | 9  |
|               | Широкий фронт                             | 9  |
| Джерело: ONPE |                                           |    |